# Ariel Borysiuk
Ariel Borysiuk (* 29. července 1991, Biała Podlaska, Polsko) je polský fotbalový záložník a reprezentant, který v současné době hraje v klubu Lechia Gdańsk.

## Klubová kariéra
V A-týmu Legie Warszawa působil od roku 2007, kdy debutoval 4. prosince v pohárovém utkání s ŁKS Łódź (výhra 2:0).
V lednu 2012 podepsal smlouvu s německým týmem 1. FC Kaiserslautern.

## Reprezentační kariéra
Borysiuk hrál za polské mládežnické reprezentační výběry U19 a U21.
V A-týmu Polska debutoval 17. listopadu 2010 pod trenérem Franciszkem Smudou v přátelském utkání s Pobřeží slonoviny (výhra Polska 3:1, Borysiuk nastoupil před koncem zápasu).